# Silesia S-3
Silesia S-3 – polski jednomiejscowy samolot sportowy w układzie górnopłatu z lat 20. XX wieku, zaprojektowany przez braci Edwarda i Wojciecha Soporów i zbudowany w ich warsztacie (Pierwszej Śląskiej Fabryce Samolotów) w Chorzowie. Oblatany w listopadzie 1923 roku samolot z powodu dużej masy miał niskie osiągi i po uszkodzeniu podczas lądowania w 1924 roku nie podjęto jego naprawy. Doświadczenia zebrane podczas budowy i eksploatacji S-3 uwzględniono przy konstruowaniu kolejnego modelu braci Sopora – S-4.

## Historia i użycie
Wiosną 1923 roku bracia Edward i Wojciech Sopora rozpoczęli projektowanie trzech samolotów sportowych o oznaczeniach S-1, S-2 i S-3. Do realizacji wojskowe władze lotnicze wybrały trzeci wariant, którego budowę rozpoczęto w należącym do braci warsztacie mechanicznym na Górze Redana w Chorzowie, nazwanym przez nich Pierwszą Śląską Fabryką Samolotów (oprócz konstruktorów personel tworzyło jeszcze dwóch rzemieślników i pilot-oblatywacz). Budowę samolotu (nazwanego Silesia S-3) została ukończona w październiku 1923 roku, po czym na początku listopada został oblatany przez pilota Kloska na wojskowym placu ćwiczeń w Panewnikach pod Ligotą. Podczas oblotu wykryto kilka usterek i stwierdzono zbyt małą stateczność podłużną płatowca. 16 listopada 1923 roku, po usunięciu zauważonych usterek, pilotowany przez Kloska samolot został zademonstrowany w Panewnikach komisji technicznej 2. Pułku Lotniczego z Krakowa. Pilot wykonał wówczas na S-3 trzy trwające od 10 do 15 minut loty, nie przekraczając pułapu 150 metrów i prędkości 100 km/h. Samolot okazał się za ciężki w stosunku do mocy napędzającego go silnika i miał z tego powodu bardzo słabe osiągi.
W 1924 roku samolot, za sterami którego siedział pil. Kaczmarek, został uszkodzony podczas lądowania. Płatowca już nie naprawiono, gdyż bracia Sopora podjęli decyzję o wykorzystaniu silnika Haacke z uszkodzonego S-3 w budowanym kolejnym modelu Silesia S-4.

## Opis konstrukcji i dane techniczne
Silesia S-3 był jednosilnikowym, jednoosobowym górnopłatem sportowym o konstrukcji mieszanej. Kadłub o przekroju prostokątnym tworzyła wykonana ze spawanych rur stalowych kratownica, kryta płótnem. Przód kadłuba miał pokrycie z blachy aluminiowej. Kabina pilota otwarta, wyposażona w drążek sterowy i orczyk.
Płat prostokątny, dwudźwigarowy, dwudzielny, konstrukcji drewnianej, kryty płótnem; umocowany do kadłuba i usztywniony drutami oraz linkami przymocowanymi do wieżyczki z rur stalowych umieszczonej nad kokpitem oraz biegnącymi do dołu kadłuba. Rozpiętość skrzydeł wynosiła 8,6 metra, a powierzchnia nośna 12 m².
Długość samolotu wynosiła 4,5 metra, a wysokość 2,55 metra. Masa własna płatowca wynosiła 345 kg, masa użyteczna 85 kg, zaś masa całkowita (startowa) 430 kg. Obciążenie powierzchni wynosiło 36 kg/m². Usterzenie klasyczne, drewniane, usztywnione linkami, kryte płótnem. Lotki i stery poruszane były linkami. Podwozie klasyczne, osiowe, z goleniami z rur stalowych, ze szprychowymi kołami z tarczami osłoniętymi płótnem; z tyłu płoza ogonowa, amortyzowana sznurem gumowym.
Napęd stanowił chłodzony powietrzem, czterosuwowy 2-cylindrowy płaski silnik tłokowy Haacke HFM-2 o mocy startowej 22 kW (30 KM) przy 1300 obr./min, napędzający stałe, drewniane, dwułopatowe śmigło ciągnące. Obciążenie mocy wynosiło 14,3 kg/KM. Zbiornik paliwa znajdował się w górze kadłuba za silnikiem. Prędkość maksymalna wynosiła 100 km/h, prędkość przelotowa 85 km/h, zaś prędkość minimalna 65 km/h. Samolot charakteryzował się rozbiegiem wynoszącym 70-100 metrów i dobiegiem 120-150 metrów. Zasięg wynosił 80 km.